# 1908 na televisão

## Nascimentos
| Data           | Nome              | Profissão               | Nacionalidade              | Observações | Ref         |
| -------------- | ----------------- | ----------------------- | -------------------------- | ----------- | ----------- |
| 11 de janeiro  | Lionel Stander    | ator                    | Estados Unidos             | m. 1994     | [ 1 ]       |
| 23 de março    | Joan Crawford     | atriz                   | Estados Unidos             | m. 1977     | [ 2 ] [ 3 ] |
| 20 de maio     | James Stewart     | ator                    | Estados Unidos             | m. 1997     | [ 4 ]       |
| 9 de agosto    | A. I. Bezzerides  | novelista e roteirista  | Estados Unidos             | m. 2007     | [ 5 ]       |
| 8 de outubro   | Adolpho Bloch     | empresário e jornalista | Brasil                     | m. 1995     | [ 6 ]       |
| 24 de novembro | Libertad Lamarque | atriz e cantora         | México · Argentina (nasc.) | m. 2000     | [ 7 ]       |
| 28 de dezembro | Lew Ayres         | ator                    | Estados Unidos             | m. 1996     | [ 8 ]       |

## Mortes
| Data | Nome | Profissão | Nacionalidade | Observações | Ref |
| ---- | ---- | --------- | ------------- | ----------- | --- |